# Nicolai Højgaard
Nicolai Højgaard (født 12. marts 2001) er en dansk professionel golfspiller, der i øjeblikket spiller på PGA Tour og European Tour. Som amatør vandt han European Amateur 2018 og var en del af det danske hold, der vandt Eisenhower Trophy 2018.